# Woman to Woman (canción de Tammy Wynette)
«Woman to Woman» es una canción de la cantautora Tammy Wynette. Fue publicada en julio de 1974 como el sencillo principal de su álbum del mismo nombre.

## Lanzamiento
Epic Records lanzó «Woman to Woman» en julio de 1974 como sencillo, con el número de catálogo 8-50008 y la pista «Love Me Forever» como lado B. Cuatro meses después, Epic lanzó Woman to Woman en noviembre de 1974, con «Woman to Woman» como canción de apertura.

## Recepción de la crítica
Un escritor no especificado de la revista Cash Box declaró: “Una exuberante balada cantada con el seductor y dulce susurro de Tammy se convierte en una voz muy poderosa capturada como nadie más que el productor Billy Sherrill puede hacerlo”. Un escritor no especificado de Record World declaró: “Una historia identificable enganchará a los oyentes al instante, al igual que la entrega súper cargada de Tammy. Una actuación poderosa y aplastante que se dirige a la elevada posición habitual de Tammy”.

## Lista de canciones
7-inch single – Epic 8-50008
1. «Woman to Woman» – 2:57
2. «Love Me Forever» – 2:38

## Posicionamiento
| Gráfica (1974)                                 | Pico de posición |
| ---------------------------------------------- | ---------------- |
| Canadá (RPM Country Playlist)                  | 1                |
| Estados Unidos (Billboard Hot Country Singles) | 4                |